# Mariánské Údolí (Horní Jiřetín)
Mariánské Údolí (deutsch Marienthal) ist ein Ortsteil der Stadt Horní Jiřetín in Tschechien. Er liegt einen Kilometer nördlich von Horní Jiřetín und gehört zum Okres Most (deutsch Brüx).

## Geographie
Die Ansiedlung Mariánské Údolí befindet sich am Südhang des Erzgebirges im Tal des Jiřetinský potok. Nördlich erheben sich der Kopřivník (699 m), die Jeřabina (Haselstein, 788 m) und der Hřeben (Kammberg, 687 m), im Südwesten der Kapucínský vrch, auch Kapucín (Kapuzinerhauberg, 743 m), westlich der Točník (Draxelsberg, 676 m) und Čihadlo (Vogelherd, 792 m) sowie im Nordwesten der Strážný vrch (Wachhübel, 761 m).
Nachbarorte sind Mníšek und Klíny im Norden, Křížatky im Nordosten, Janov im Osten, Záluží im Südosten, Horní Jiřetín und Černice im Süden, Lniště und Mikulovice im Westen sowie Nová Ves v Horách und Brüderwiese im Nordwesten.

## Geschichte
Durch das sechs Kilometer lange Tal des Jiřetinský potok führte seit dem Mittelalter ein Landessteig von Brüx über den Erzgebirgskamm in die Mark Meißen. Im Nordböhmischen Becken reihten sich entlang des Baches die Ortschaften Niedergeorgenthal, Vierzehnhöfen und Obergeorgenthal aneinander; das enge Gebirgstal des Glasgrundes bis Nickelsdorf blieb bis ins 19. Jahrhundert unbesiedelt. Im Mittelalter erfolgte in diesem Teil wahrscheinlich Bergbau auf Buntmetalle.

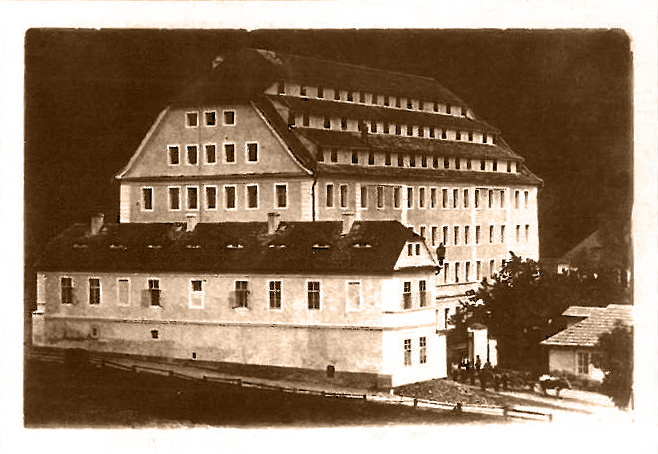
Ehemalige Textilfabrik in Marienthal um 1900

1828 errichten Chemnitzer Unternehmer nördlich von Obergeorgenthal im Glasgrund eine Baumwollspinnerei. Um das Werk entstanden einige Wohnhäuser, aus denen sich eine Ansiedlung entwickelte, die 1845 zu Ehren der Grundherrin Marie Fürstin Lobkowicz, geborene Gräfin von Waldstein, als Marienthal bezeichnet wurde.
Nach der Aufhebung der Patrimonialherrschaften bildete Marienthal ab 1850 einen Ortsteil der Gemeinde Gebirgsneudorf in der Bezirkshauptmannschaft Brüx. 1869 hatte die Siedlung 56 Einwohner. Die Marienthaler Baumwollspinnerei brannte 1889 ab. 1890 lebten in Marienthal 22 Menschen. 1892 wurde das Werk wiederaufgebaut und darin eine Weberei mit Dampfmaschinenantrieb eingerichtet. Im Jahre 1902 erfolgte rechtsseitig des Baches der Bau einer Serpentinenstraße nach Nickelsdorf. 1921 entstand der tschechische Name Mariánské Údolí. 1930 hatte Mariánské Údolí 57 Einwohner. Nach dem Münchner Abkommen wurde das Dorf 1938 dem Deutschen Reich zugeschlagen und gehörte bis 1945 als Ortsteil von Gebirgsneudorf zum Landkreis Brüx.
Nach dem Ende des Zweiten Weltkrieges kam Mariánské Údolí zur Tschechoslowakei zurück. Ab 1949 gehörte Mariánské Údolí zum neu errichteten Okres Litvínov. 1950 lebten in dem Dorf 57 Menschen. 1957 wurde der Ort nach Horní Jiřetín umgemeindet. Mit Beginn des Jahres 1961 kam Mariánské Údolí zum Okres Most zurück. Im Jahre 1970 hatte Mariánské Údolí 82 Einwohner. 1991 lebten in dem Ort 28 Einwohner. Im Jahre 2001 bestand das Dorf aus 12 Wohnhäusern, in denen 29 Menschen lebten. Im Jahre 2009 waren es 39. Die Weberei firmiert heute als Textilfabrik Triola.

## Sehenswürdigkeiten
- Talsperre Janov, nordöstlich des Dorfes im Gebirge
- Reste der Burg bei Albrechtice, südlich von Mariánské Údolí
- Aussichtsfelsen Jeřabina, im Jahre 2009 wurde auf der Klippe der Altan wiedererrichtet.